# 矮小杜鹃
矮小杜鹃（学名：Rhododendron pumilum），为杜鹃花科杜鹃花属下的一个植物种。